# 1952년 대한민국의 영화 목록
다음은 1952년에 제작된 대한민국의 영화 목록이다.

## 목록
- 《공포의 밤》
- 《낙동강》
- 《베일 부인》
- 《성불사》
- 《악야》
- 《태양의 거리》

## 참고자료
- KOFIC 영화데이터베이스